# Lagnieu
Lagnieu (frankoprovansalsko Lagniœ) je naselje in občina v jugovzhodnem francoskem departmaju Ain regije Rona-Alpe. Leta 1999 je naselje imelo 11.927 prebivalcev.

## Geografija
Kraj se nahaja v pokrajini Bugey 37 km južno od središča departmaja Bourga.

## Administracija
Lagnieu je sedež istoimenskega kantona, v katerega so poleg njegove vključene še občine Ambutrix, Blyes, Chazey-sur-Ain, Leyment, Loyettes, Sainte-Julie, Saint-Sorlin-en-Bugey, Saint-Vulbas, Sault-Brénaz, Souclin, Vaux-en-Bugey in Villebois s 17.033 prebivalci. 
Kanton je sestavni del okrožja Belley.

## Zanimivosti
- Château de Montferrand iz 15. stoletja; francoski zgodovinski spomenik.